# ファイフ伯爵 (アイルランド貴族)
ファイフ伯爵（英: Earl Fife）は、かつて存在したアイルランド貴族の伯爵位。中世のスコットランド貴族ファイフ伯爵の末裔とされるウィリアム・ダフが1759年に叙されたことに始まる。6代伯アレグザンダー・ダフの死によって廃絶した。

## 歴史
ダフ氏族はスコットランド王ケネス3世の孫娘グロッホ・オブ・スコットランド(1020-1054)を始祖とする一族である。一族の歴史は古く、系譜学者イアン・モンクリフはスコットランド・ゲール人のなかでも、最先任の氏族とする。その係累はやがてファイフの領主(Mormaer)を経てファイフ伯爵(Earl of Fife)となったが、その子孫マードック・ステュアート(1362-1425)が1425年にスコットランドに帰還したジェームズ1世によって処刑された際に、この中世よりの爵位は没収されている。

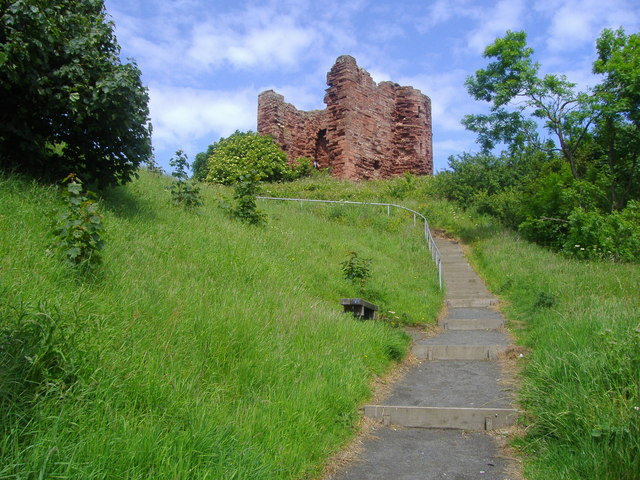
ダフ氏族と関連のあるダフ城址

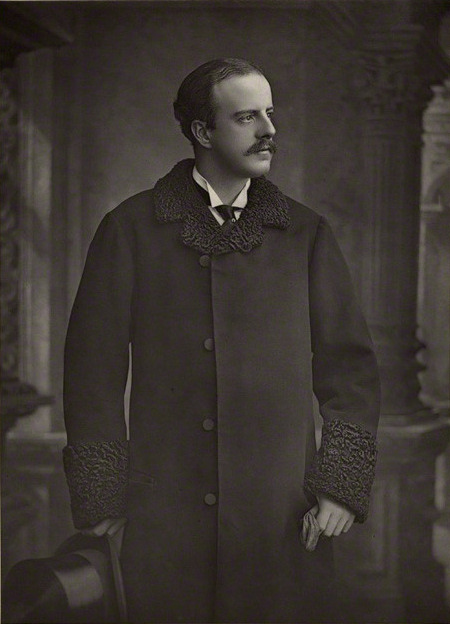
6代伯アレグザンダー。ファイフ公爵家を興した。

その末裔とされるウィリアム・ダフ(1696-1703)はバンフシャー選挙区選出の庶民院議員を務めた政治家で、1735年7月28日にキャバン県キルブライドのブレイコー男爵(Baron Braco, of Kilbryde in the County of Cavan)に叙せられた。続く1759年4月26日にはファイフ伯爵(Earl Fife)に昇るとともに、マクダフ子爵(Viscount Macduff)を授けられた。一連の爵位はすべてアイルランド貴族爵位であった。
2代伯ジェイムズ(1729–1809)は1790年7月5日にグレートブリテン貴族としてファイフ州のファイフ男爵(Baron Fife, of the County of Fife)に叙せられた。しかし彼の子は3人とも私生児であったため、男爵位は一代で廃絶した。残る爵位は弟アレグザンダーの系統に移行した。
4代伯ジェイムズ(1776–1857)も1827年4月28日に連合王国貴族爵位のファイフ州のファイフ男爵(Baron Fife, of the County of Fife)を授けられたが、彼にも子はおらず再び廃絶している。伯爵位は同名の甥ジェームズが継承した。
5代伯ジェイムズ(1814–1879)は1857年10月1日に連合王国貴族としてアバディーン州スキーンのスキーン男爵(Baron Skene, of Skene in the County of Aberdeen)に叙せられている。
その子である6代伯アレグザンダー(1849–1912)はルイーズ王女（国王エドワード7世の長女）と結婚している。これに伴って爵位も上昇し、1885年にファイフ伯爵(Earl of Fife)に叙せられたのを皮切りに、1889年にはファイフ公爵(Duke of Fife)及びマクダフ侯爵(Marquess of Macduff)を授けられている。一連の爵位は男子にしか継承を許さないため、女子にも相続を認めるファイフ公爵(Duke of Fife)及びマクダフ伯爵(Earl of Macduff)も1900年に授与されている。初代公が男子のないままエジプトで客死すると、1900年創設の公爵位と伯爵位を除く全ての爵位が廃絶した。

## 一覧

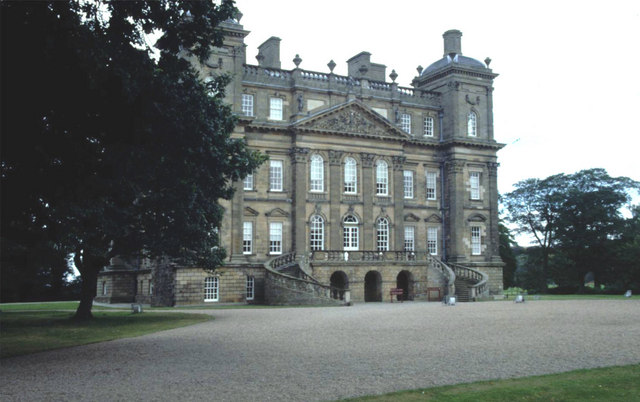
伯爵家の旧邸宅ダフ・ハウス

### ブレイコー男爵（1735年）
- 初代ブラコ男爵ウィリアム・ダフ (c. 1696–1763[21])（1759年にファイフ伯爵叙爵）

### ファイフ伯爵（1759年）
- 初代ファイフ伯爵ウィリアム・ダフ (c. 1696–1763)
- 第2代ファイフ伯爵ジェームズ・ダフ（英語版） (1729–1809[21])
- 第3代ファイフ伯爵アレグザンダー・ダフ (1731–1811[21])
- 第4代ファイフ伯爵ジェイムズ・ダフ (1776–1857[21])
- 第5代ファイフ伯爵ジェイムズ・ダフ (1814–1879[21])
- 第6代ファイフ伯爵アレグザンダー・ウィリアム・ジョージ・ダフ (1849–1912)（1889年にファイフ公爵叙爵、1912年にファイフ伯爵位廃絶）

### 註釈
1. ↑  グロッホは11世紀のスコットランド王マクベスの妃であった人物[1]。